# Mário Sauer
Mário Sauer (ur. 15 maja 2004 w Bratysławie) – słowacki piłkarz grający na pozycji pomocnika w klubie Toulouse FC.

## Kariera juniorska
Sauer grał jako junior w FK Rača (do 2014), Slovanie Bratysława (2014–2018) i MŠK Žilina (2018–2020).

## Kariera seniorska

### MŠK Žilina
Sauer zadebiutował w pierwszej drużynie MŠK Žilina 16 maja 2021 w meczu ze Spartakiem Trnawa (1:1). Pierwszą bramkę zdobył 19 lutego 2022 w wygranym 2:1 spotkaniu przeciwko MFK Zemplín Michalovce. Łącznie rozegrał dla nich 99 meczów i strzelił 16 goli.
W latach 2021–2023 Sauer grał w rezerwach MŠK Žilina. W ich barwach wystąpił 23 razy i zdobył 7 bramek.

### Toulouse FC
Sauer został zawodnikiem Toulouse FC 22 maja 2025.

## Kariera reprezentacyjna

### Młodzieżowe reprezentacje Słowacji
W 2019 Sauer zagrał dwa mecze w reprezentacji Słowacji U-15. W latach 2019–2020 trzykrotnie zagrał w reprezentacji Słowacji U-16. W 2021 wystąpił w 3 spotkaniach w barwach kadry Słowacji U-18. W 2022 zadebiutował w reprezentacji Słowacji U-19. W tym samym roku powołany został na Mistrzostwa Europy U-19. Wystąpił na nich w 4 meczach (0:5 z Francją, 0:1 z Włochami, 1:0 z Rumunią i 1:0 z Austrią). Dla kadry U-19 rozegrał łącznie 14 meczów. W latach 2022–2023 sześć razy zagrał w reprezentacji Słowacji U-20, z czego trzykrotnie na Mistrzostwach Świata U-20 2023. W 2023 zadebiutował w kadrze Słowacji U-21. W 2025 zagrał z nią na Mistrzostwach Europy U-21 rozgrywanych na Słowacji. Wystąpił na nich w trzech meczach (2:3 z Hiszpanią, 0:1 z Włochami i 2:1 z Rumunią).

## Statystyki

### Klubowe
(aktualne na dzień 19 czerwca 2025)
| Klub               | Sezon              | Liga               | Liga  | Liga   | Puchar kraju | Puchar kraju | Europa | Europa | Suma  | Suma   |
| Klub               | Sezon              | Liga               | Mecze | Bramki | Mecze        | Bramki       | Mecze  | Bramki | Mecze | Bramki |
| ------------------ | ------------------ | ------------------ | ----- | ------ | ------------ | ------------ | ------ | ------ | ----- | ------ |
| MŠK Žilina II      | 2020/21            | II liga słowacka   | 1     | 0      | 0            | 0            | –      | –      | 1     | 0      |
| MŠK Žilina II      | 2021/22            | II liga słowacka   | 11    | 4      | 0            | 0            | –      | –      | 11    | 4      |
| MŠK Žilina II      | 2022/23            | II liga słowacka   | 11    | 3      | 0            | 0            | –      | –      | 11    | 3      |
| MŠK Žilina II      | Ogólnie            | Ogólnie            | 23    | 7      | 0            | 0            | 0      | 0      | 23    | 7      |
| MŠK Žilina         | 2020/21            | I liga słowacka    | 1     | 0      | 0            | 0            | –      | –      | 1     | 0      |
| MŠK Žilina         | 2021/22            | I liga słowacka    | 10    | 1      | 1            | 0            | –      | –      | 11    | 1      |
| MŠK Žilina         | 2022/23            | I liga słowacka    | 15    | 0      | 1            | 1            | –      | –      | 16    | 1      |
| MŠK Žilina         | 2023/24            | I liga słowacka    | 29    | 6      | 1            | 0            | 4      | 0      | 34    | 6      |
| MŠK Žilina         | 2024/25            | I liga słowacka    | 32    | 7      | 5            | 1            | –      | –      | 37    | 8      |
| MŠK Žilina         | Ogólnie            | Ogólnie            | 87    | 14     | 8            | 2            | 4      | 0      | 99    | 16     |
| Toulouse FC        | 2025/26            | Ligue 1            | 0     | 0      | 0            | 0            | –      | –      | 0     | 0      |
| Toulouse FC        | Ogólnie            | Ogólnie            | 0     | 0      | 0            | 0            | 0      | 0      | 0     | 0      |
| Ogólnie w karierze | Ogólnie w karierze | Ogólnie w karierze | 110   | 21     | 8            | 2            | 4      | 0      | 122   | 23     |

### Reprezentacyjne
(aktualne na dzień 19 czerwca 2025)
| Reprezentacja      | Rok                | Mecze | Bramki |
| ------------------ | ------------------ | ----- | ------ |
| Słowacja U-15      | 2019               | 2     | 0      |
| Ogólnie            | Ogólnie            | 2     | 0      |
| Słowacja U-16      | 2019               | 1     | 0      |
| Słowacja U-16      | 2020               | 2     | 0      |
| Ogólnie            | Ogólnie            | 3     | 0      |
| Słowacja U-18      | 2021               | 3     | 0      |
| Ogólnie            | Ogólnie            | 3     | 0      |
| Słowacja U-19      | 2022               | 11    | 0      |
| Słowacja U-19      | 2023               | 3     | 0      |
| Ogólnie            | Ogólnie            | 14    | 0      |
| Słowacja U-20      | 2022               | 3     | 0      |
| Słowacja U-20      | 2023               | 3     | 0      |
| Ogólnie            | Ogólnie            | 6     | 0      |
| Słowacja U-21      | 2023               | 5     | 1      |
| Słowacja U-21      | 2024               | 9     | 2      |
| Słowacja U-21      | 2025               | 5     | 0      |
| Ogólnie            | Ogólnie            | 17    | 3      |
| Ogólnie w karierze | Ogólnie w karierze | 45    | 3      |